# Roza Salikhova
Roza Salikhova (rus: Роза Галямовна Салихова)  (Nijni Nóvgorod, 24 de setembre de 1944) va ser una jugadora de voleibol russa que va competir per la Unió Soviètica durant les dècades de 1960 i 1970.
Durant la seva carrera esportiva va prendre part en dues edicions dels Jocs Olímpics. En ambdues, 1968 i 1972, va guanyar la medalla d'or en la competició de voleibol.
En el seu palmarès també destaca la victòria al Campionat del Món de voleibol de 1970 i la medalla de plata al de 1974. El 1973 guanyà la Copa del Món de voleibol i també guanyà dues edicions del Campionat d'Europa, el 1967 i 1971. A nivell de clubs jugà al Dinamo de Moscou, amb qui guanyà sis edicions de la lliga soviètica i set de la Copa d'Europa de voleibol.
El 2014 fou inclosa al Saló de la Fama del Voleibol, sent la quarta jugadora de voleibol soviètica en formar-ne part després d'Inna Ryskal, Nina Smoleeva i Lyudmila Buldakova.